# Charles Buchwald
Charles Buchwald (ur. 22 października 1880 w Sahl, zm. 19 listopada 1951 w Hørsholm) – duński piłkarz występujący podczas kariery na pozycji obrońcy.
Dwukrotny srebrny medalista Igrzysk Olimpijskich: najpierw w 1908 roku w Londynie, a następnie 4 lata później w Sztokholmie. Całą karierę klubową spędził w Akademisk BK.